# Cantonul Mulhouse-Ouest
Cantonul Mulhouse-Ouest este un canton din arondismentul Mulhouse, departamentul Haut-Rhin, regiunea Alsacia, Franța.